# Piscine Molitor
Pour les articles homonymes, voir Molitor.
La piscine Molitor est un complexe nautique jouxtant le bois de Boulogne, entre le stade Roland-Garros et le Parc des Princes, dans le 16e arrondissement de Paris. Inaugurée en 1929 par les nageurs médaillés olympiques Aileen Riggin Soule et Johnny Weissmuller, elle est restée célèbre pour sa décoration Art déco et quelques événements comme la première apparition du bikini après 1945. Surnommée « le paquebot blanc », elle a fermé ses portes en 1989. 
Inscrite au titre des monuments historiques le 27 mars 1990, elle est toutefois partiellement détruite en 2012, ce qui provoque une vive polémique. Un bâtiment inspiré de la piscine Art déco est reconstruit à sa place et ouvre le 19 mai 2014 après deux ans et demi de travaux. Outre ses bassins d'hiver et d'été (respectivement 33 et 46 mètres), la piscine Molitor compte désormais un hôtel de 124 chambres, un restaurant, un bar, un toit-terrasse et un spa (Spa by Clarins).

## Historique
Les années 1920 et 1930 voient l'éclosion d'une quinzaine de piscines parisiennes. Les loisirs nautiques prennent de l'importance et la France est encore en retard dans ce domaine, notamment par rapport à l'Allemagne ou la Grande-Bretagne, qui en comptent respectivement 1 360 et 800 en 1922.

### Construction
La piscine Molitor a été dessinée par l'architecte Lucien Pollet, qui a également réalisé quatre autres complexes nautiques : la piscine Pontoise, la piscine Pailleron, la piscine de la Jonquière et le Stade Nautique de Reims. En 1929, la société Les belles piscines de France construit les « Piscines Auteuil-Molitor » à la porte Molitor, dans le 16e arrondissement de Paris.
La particularité de la piscine Molitor réside dans l'association d'une piscine couverte, plutôt traditionnelle pour l'époque, et d'un bassin olympique à l'air libre entouré de deux étages de cabines. L'établissement nautique est le seul bâtiment de ce type. Lucien Pollet fait intervenir les meilleurs artisans de l'époque, tel le maître-verrier Louis Barillet pour les vitraux qui ornent l'entrée du bassin d'été et la grande verrière. Comme les constructions de Robert Mallet-Stevens, il est réalisé dans un style caractéristique Art déco, inspiré des paquebots (à cause des fenêtres hublots), très en vogue à l'époque.
Lucien Pollet la baptise « Les Grands établissements balnéaires d'Auteuil », soulignant ainsi la vocation sportive, de bien-être et de loisirs des lieux. Le bassin d'été en est l'illustration : il était à l'origine bordé de plages de sable et les coursives de ses trois niveaux de cabines bleues étaient elles-mêmes bordées par une « lisse normande » blanche.
Dans un quartier à forte vocation sportive, l'établissement trouve naturellement sa place à côté du Parc des Princes, du stade Jean-Bouin et du complexe Roland-Garros, ainsi que de quatre établissements scolaires.

### Inauguration et description
La piscine est inaugurée avec faste par deux nageurs célèbres, les Américains Aileen Riggin Soule et Johnny Weissmuller. À vingt-cinq ans, et trois ans avant d'incarner le premier Tarzan du cinéma, ce dernier est en effet mondialement connu pour ses cinq titres olympiques en natation. Maître-nageur à ses heures, il officie à la piscine Molitor pendant l'été 1929.
L'endroit accueille par la suite des défilés de mode, des galas nautiques, des représentations théâtrales ainsi que l'entraînement en hiver des champions français de patinage.
Durant l'Occupation, elle est réservée à l'armée allemande.
Dans l'enceinte de Molitor, on trouvait plusieurs commerces qui animaient le quartier, un café-tabac, un restaurant, un magasin de sport et un salon de coiffure. C'est de là qu'est partie la révolution du bikini, le 5 juillet 1946 alors que Louis Réard présente sa création portée par la danseuse du Casino de Paris, Micheline Bernardini,.
La piscine est composée de deux bassins :
- un bassin couvert de 33 mètres, entouré de deux galeries de cabines ;
- un bassin à l'air libre de 50 mètres qui, chaque hiver, se transformait en la plus grande patinoire de Paris[8] ; cela jusqu'à la fin des années 1970. Il est entouré de trois niveaux de cabines.

L'édifice comporte déjà une salle de culture physique.

### Abandon et controverses

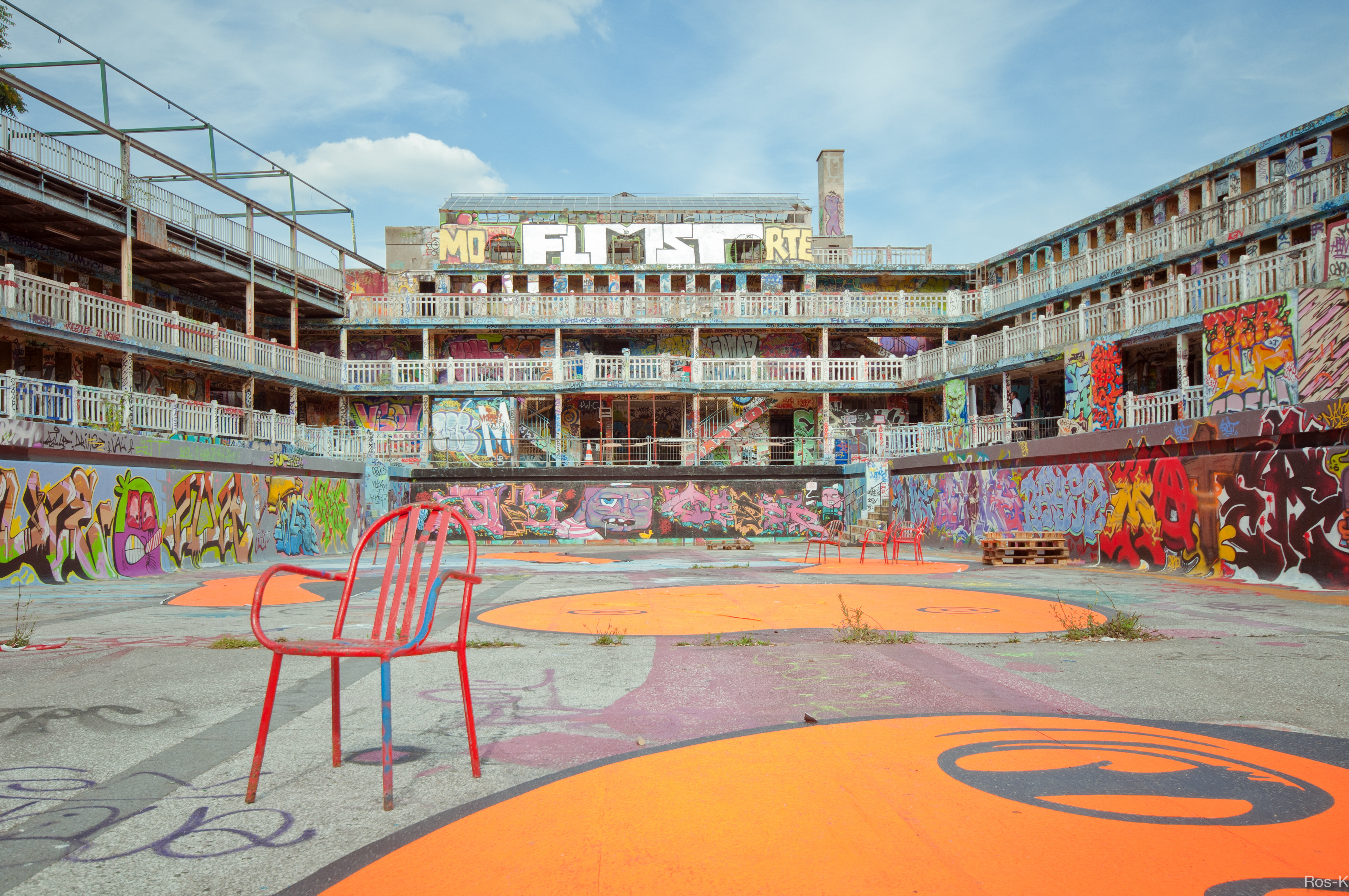
Piscine extérieure abandonnée.

En 1989, un projet immobilier est proposé à la ville de Paris. Le projet avancé par la ville prévoit la destruction de la piscine d'hiver et la reconstruction de la piscine d'été au sein d'un complexe hôtelier ainsi que la construction d'un parc de stationnement. Le 31 août 1989, la piscine est fermée définitivement. La façade et les principales entrées sont murées le lendemain. Fermée et menacée de destruction durant l'été 1989, les habitués de la piscine et du quartier réagissent en fondant l'association « SOS Molitor ». Ils obtiennent finalement gain de cause : l'ensemble du bâtiment des piscines Molitor est inscrit aux monuments historiques dans sa totalité, par arrêté du 27 mars 1990. Ainsi semble définitivement protégé un des plus importants ensembles de l'architecture parisienne des années 1930, du style Steam Liner. Les travaux sont arrêtés.
Exposée aux intempéries, la piscine subit alors de nombreux dégâts. Les murs tombent en ruine, le fond du bassin d'été s'est lézardé, les peintures des cabines et des balustres ont disparu. Plusieurs pillages ont été effectués, sans doute pour ses nombreux objets et décors Art déco. Le 14 avril 2001, le collectif Heretik organise dans la piscine une free party qui rassemble environ cinq mille personnes,,,.

### Reconstruction et réouverture
Différents projets immobiliers proposés par la suite ont été arrêtés par le ministère de la Culture, émettant définitivement le 5 août 2000 un avis défavorable au projet de permis de construire émis par la Ville de Paris. La piscine est maintenant fermée depuis près de vingt ans et de nombreux défenseurs ont l'espoir qu'une rénovation à l'identique ait lieu. Succédant en 1994 à l'association SOS-Molitor qui avait obtenu l'inscription du bâtiment, l'association loi de 1901 « Piscines Molitor » se fixe pour but d'obtenir la réhabilitation et la réouverture des piscines Molitor en sauvegardant l'esprit de l'architecte Lucien Pollet. Face à la ville de Paris, elle entame plusieurs actions devant le tribunal administratif de Paris.
Le 20 novembre 2007, trois groupements sont en lice pour la réhabilitation de la piscine : Colony Capital SAS, ICADE / Caisse des dépôts et consignations et GTM Bâtiment ; ils ont déposé le 19 novembre une offre en vue de la rénovation et de l'exploitation de la piscine Molitor. Un appel à candidatures avait été lancé en août 2007 par la mairie de Paris.
Le 30 octobre 2008, la mairie de Paris annonce avoir retenu le projet du groupement Colony Capital-Accor-Bouygues pour la rénovation complète du lieu, élaboré par les architectes Alain Derbesse, Alain-Charles Perrot et Jacques Rougerie,. Le bail emphytéotique, d'une durée de 54 ans, est établi le 24 novembre 2008. Le projet prévoit initialement, outre les bassins d'hiver et d'été, un hôtel quatre étoiles de quatre-vingt-dix-huit chambres et un centre de santé active (sauna, hammam, musculation, balnéothérapie), un centre médical, des commerces, deux restaurants et un parking de soixante dix places. L'investissement initial est évalué à 64,8 millions d'euros. Les travaux commencent fin 2011 pour une réouverture en mai 2014. En définitive ils coûtent près de 80 millions d'euros.

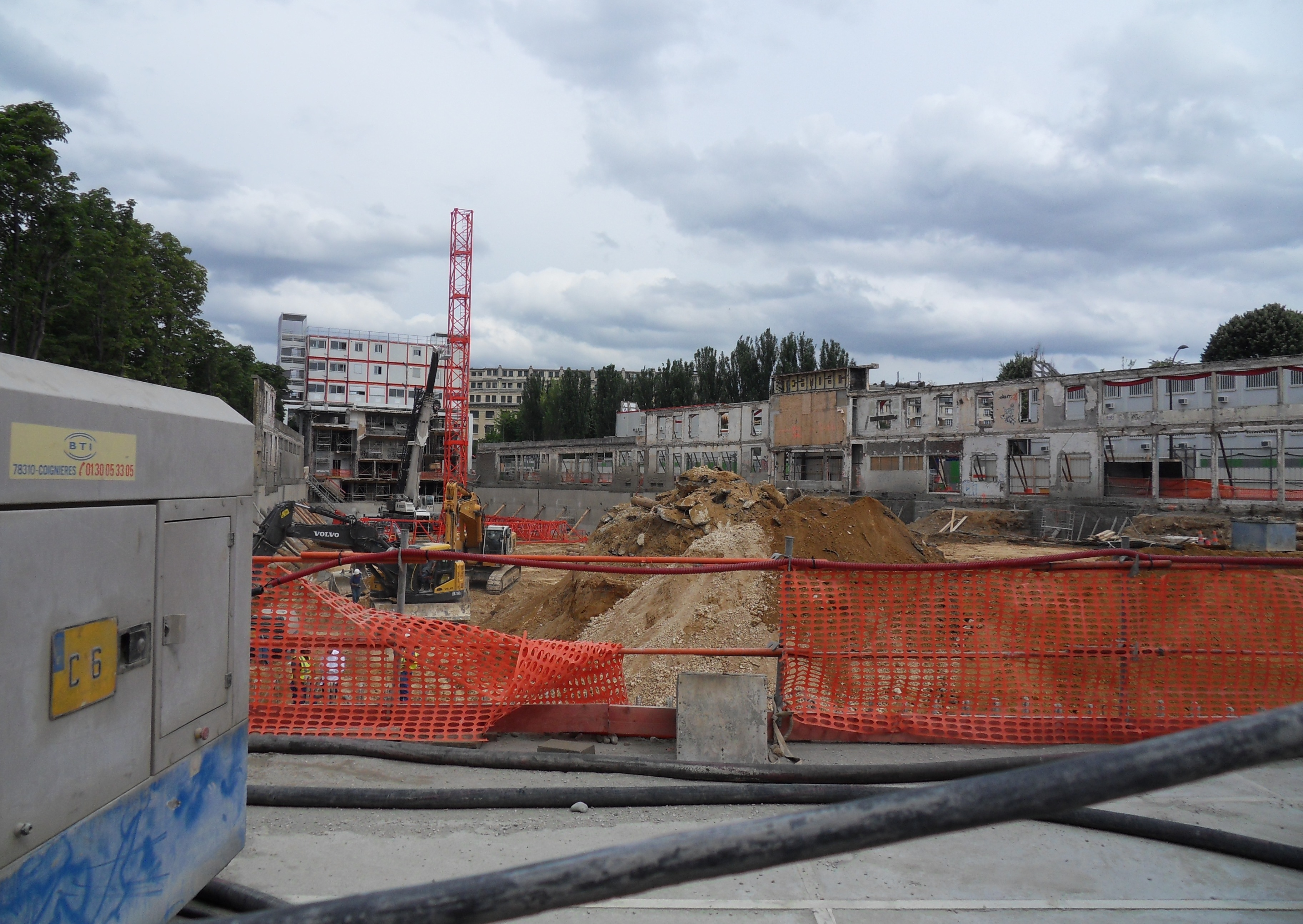
État des travaux en juin 2012.

Malgré son inscription aux monuments historiques depuis 1990, l'ensemble est détruit en totalité en 2012 à l’exception du mur de la façade Est et de quelques éléments décoratifs. Les structures de béton, non entretenues par la municipalité, étaient « trop anciennes » pour être conservées en l'état. À l'exception du seul mur de la façade Est (une dizaine de mètres de large...) et de certains éléments de décor il ne reste plus rien du bâtiment de 1929. Les gravats font place à une construction qualifiée de « proche de l'originale » selon la mairie de Paris et le fonds Colony Capital chargé du projet.

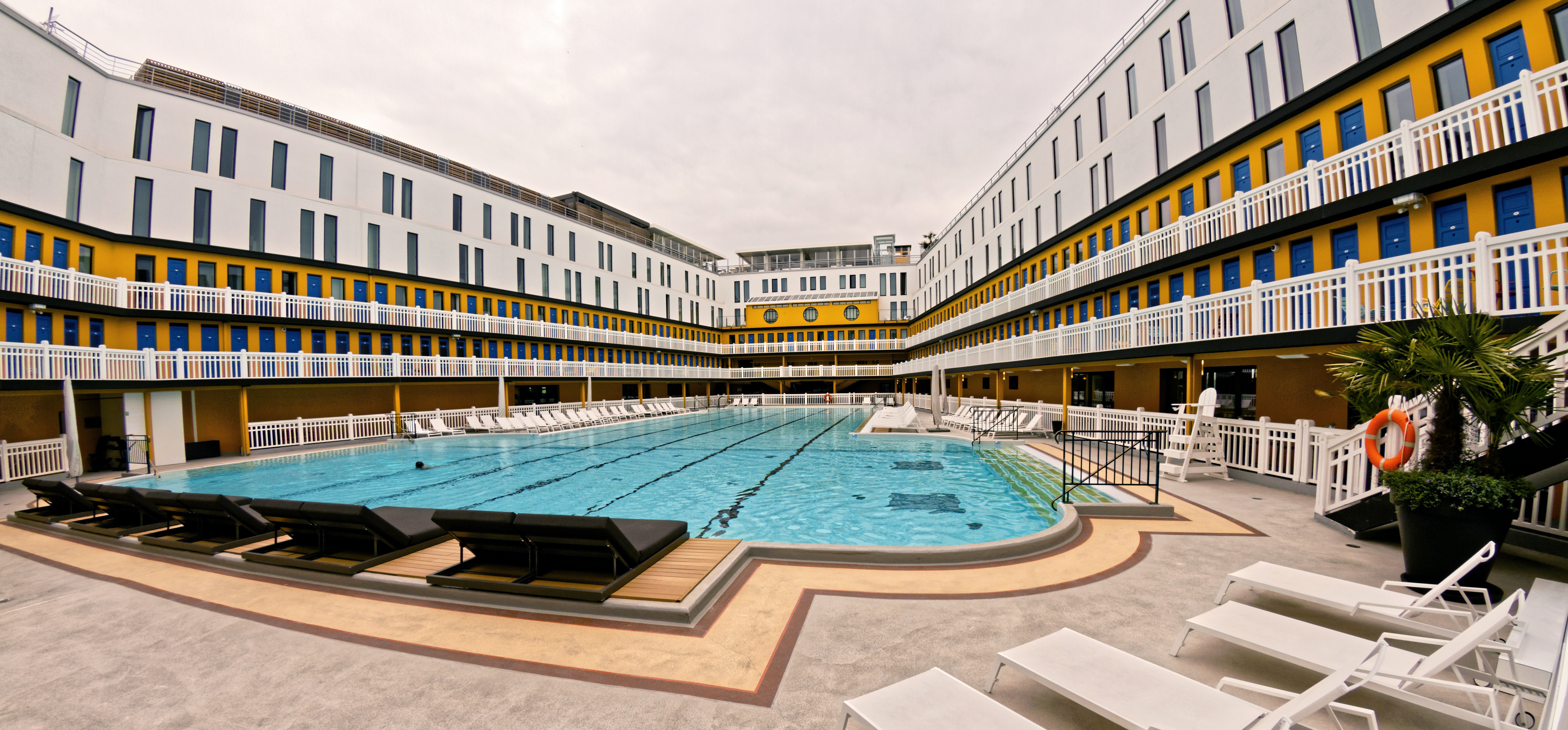
La piscine Molitor en 2015.

Les balustrades, peintures et mosaïques ont été restituées à l'identique, en particulier la façade, auparavant peinte en blanc, retrouvant son jaune « tango » originel. Le bassin intérieur conserve son emplacement et sa longueur de 33 mètres, inédite, tandis que le bassin extérieur, à l'origine d'une longueur olympique de 50 mètres, est raccourci à 46 mètres. Le complexe, qui comprend un hôtel de luxe cinq étoiles sous enseigne MGallery de cent vingt quatre chambres (donnant toutes sur le bassin d'été), deux restaurants, un Spa et un club de sport, ouvre ses portes le 19 mai 2014. Le bâtiment accueille la Rolls-Royce Corniche taguée par JonOne ayant appartenu à Éric Cantona, qui en avait fait don à la fondation Abbé-Pierre,, ainsi que des fresques de street-art et des vitraux Art déco, un des rares vestiges du bâtiment original.
Les polémiques ont été et continuent à être vives autour de Molitor, l'esprit et l’âme du lieu ont été dénaturés et selon l'historien de l'architecture Jean-François Cabestan, ce programme de reconstruction qui « défigure l'œuvre de Lucien Pollet » est une « imposture patrimoniale ».
En dehors de trois demi-journées réservées aux scolaires chaque semaine, la piscine, désormais un bassin privé, n'est accessible qu'aux clients de l'hôtel et aux membres du Club de Molitor (droit d'entrée à 1 200 euros et adhésion annuelle de 3 300 euros pour l'accès aux spa, bassins, salle de sport, etc.),.

## Dans la culture populaire
Le protagoniste du roman L'Histoire de Pi de Yann Martel et de son adaptation cinématographique L'Odyssée de Pi, porte le prénom de « Piscine Molitor », abrégé en « Pi », en hommage à la piscine.
La piscine est le cadre du clip vidéo Nudes des chanteuses Claire Laffut et Yseult.
Dans la chanson « Takotsubo » de Nekfeu, ce dernier dit « Et dans un sale plan, signal d'alerte sur l'moniteur, Ça peut t'coûter cher d'y tremper, comme à la piscine Molitor. »
Dans la série Emily in Paris, on y retrouve les actrices Lily Collins et Ashley Park, alias Emily Cooper et Mindy Chen, sirotant un cocktail au bord de la piscine.
L'Enfer de la Nuit est un reportage TV court qui documente en 6 min la rave du 16 avril 2001 dans la piscine extérieure.
Heretik System, We Had a Dream est un reportage sur le sound system Hérétik. De 35 min 10 s à 45 min 00 s, il est question de la piscine Molitor.